# هایلند (مریلند)
هایلند (به انگلیسی: Highland) شهری در ایالت مریلند کشور ایالات متحده آمریکا است که جمعیت آن در سرشماری سال ۲۰۱۰ میلادی، ۱٬۰۳۴ نفر بوده‌است.